# Marie-Paule Balana
Marie-Paule Balana, née le 24 septembre 1995 à Guéfigué, est une joueuse camerounaise de handball évoluant au poste de gardienne de but au FAP Yaoundé  ainsi qu'en équipe du Cameroun féminine de handball.

## Carrière
Marie-Paule Balana évolue en club à la Dynamique de Bokito puis au FAP de Yaoundé. 
Avec la sélection nationale, elle est médaillée de bronze au Championnat d'Afrique 2016 et médaillée d'argent aux Jeux africains de 2019.
Elle fait partie de la sélection camerounaise finaliste du Championnat d'Afrique des nations féminin de handball 2021 à Yaoundé.